# Gridarvol
Gridarvol er i nordisk mytologi navnet på Grids stav. Staven har den egenskab, at den kan slå gennem alt. For at man kan bruge den korrekt kræver det, at man også har både styrkebæltet Megingjord og jernhandskerne Iarngreiper på. Thor låner staven, da han redder Loke fra Geirrød.
| Nordisk mytologi | Spire Denne artikel om nordisk religion og mytologi er en spire som bør udbygges. Du er velkommen til at hjælpe Wikipedia ved at udvide den. |